# Desolation Boulevard
Desolation Boulevard, det tredje studioalbumet av glamrockbandet Sweet utgiven den 15 november 1974. Albumet producerades av Mike Chapman och Nicky Chinn och gavs ut av RCA Records och Capitol Records (Nordamerika).
Albumet räknas till ett av deras bästa och innehåller bland annat hiten "Fox on the Run". I samma veva som albumet släpptes höll gruppen på att slita sig loss från sitt långlivade samarbete med låtskrivarna Chinn och Chapman. I bakgrunden på albumomslaget syns Sunset Strip som ligger i West Hollywood.

## Historia

### Bakgrund
Desolation Boulevard gavs ut i november 1974, endast sex månader efter Sweet Fanny Adams, och producerades främst av Mike Chapman. Albumet spelades in på bara sex dagar. Den amerikanska versionen av albumet släpptes året därpå, 1975, och är nästan helt annorlunda den europeiska. Då gruppens föregående album Sweet Fanny Adams inte hade givits ut i USA, blandade man låtlistan med låtar från de båda albumen och lade också till "Ballroom Blitz" och "I Wanna Be Commited". Detta gjordes av Capitol Records och basisten Steve Priest sade i en intervju att "om vi fått som vi ville, skulle vi såklart haft alla våra egna låtar på albumet."
Sweet hade tidigare under några år på dess livekonserter spelat ett medley av The Who-låtar. En av dessa låtar var "My Generation" som också återfinns på albumet. Man hade under flera år också spelat låten "The Man With the Golden Arm", skriven av Elmer Bernstein och Sylvia Fine till filmen med samma namn, som innehöll ett långt trumsolo av Mick Tucker. Andy Scotts låt "Lady Starlight" var från början tänkt att sjungas av Brian Connolly, men efter att producenten Chapman hört Scott sjunga den, spelades den istället in med Scott som sångare. Skrivbolaget RCA ville sedan ge ut låten som singel, men då den inte sjungs av Connolly, valde man istället att ge ut den som solosingel under Andy Scotts namn. "Efter några subtila ändringar i produktionen av mig själv och Mick [Tucker] på AIR Studios i London och några fantastiska keyboardförbättringar av Pete Wingfield, var solosingeln redo att ges ut."
Den första singeln från albumet att ges ut var "The Six Teens"; i Storbritannien nådde den plats 9 som bäst och i Danmark blev den gruppens 10:e raka singeletta. Denna svit bröts då nästa singel, "Turn it Down" "bara" lyckades ta sig till plats 2. I Storbritannien lyckades den mycket sämre (plats 41) då förbjöds på vissa radiostationer på grund av låtens text. "Fox on the Run", den tredje och sista singeln från albumet, var bandets första egenkomponerade singel. Låten blev singeletta i Tyskland, Danmark, Australien och Belgien och nådde topp-10 i bland annat Storbritannien, Nederländerna, Norge, USA, Schweiz och Finland.

### Mottagande
I en recension för Allmusic skrev Stephen Thomas Erlewine att Sweet nådde toppen med Desolation Boulevard och att albumet fortfarande är "berusande kul" som "låter förvånansvärt fräscht, trots all denna kitschiga 70-talsproduktionsteknik." I en recension på Sputnikmusic skrevs det att "Stilistiskt är Desolation Boulevard en vändpunkt för Sweet, eftersom de flyttar bort från tuggummipopen och in i sfären av hårdrock. Bandet börjar ta avstånd från låtskrivarduon Mark Chapman och Nikki Chinn, och hanterar mer av låtskrivandet på egen hand. Även om den kanske mer autentiska europeiska utgåvan av Desolation Boulevard innehåller fler låtar skrivna av bandet, har den amerikanska versionen en överlägsen låtlista".

## Låtlista
| 1.           | The Six Teens           | Chinn, Chapman                  | 4:06  |
| 2.           | Solid Gold Brass        | Connolly, Priest, Scott, Tucker | 5:37  |
| 3.           | Turn it Down            | Chinn, Chapman                  | 3:34  |
| 4.           | Medussa                 | Scott                           | 4:48  |
| 5.           | Lady Starlight          | Scott                           | 3:14  |
| 6.           | Man With the Golden Arm | Bernstein, Fine                 | 8:36  |
| 7.           | Fox on the Run          | Connolly, Priest, Scott, Tucker | 4:54  |
| 8.           | Breakdown               | Connolly, Priest, Scott, Tucker | 3:09  |
| 9.           | My Generation           | Townshend                       | 3:58  |
| Total längd: | Total längd:            | Total längd:                    | 41:56 |

| 10. | Teenage Rampage                 | Chapman, Chinn                  | 3:32 |
| 11. | Own up, Take a Look at Yourself | Scott, Tucker, Connolly, Priest | 3:58 |
| 12. | Burn on the Flame               | Scott, Tucker, Connolly, Priest | 3:37 |
| 13. | Someone Else Will               | Scott, Tucker, Connolly, Priest | 3:25 |
| 14. | Medussa (home demo)             | Scott, Tucker, Connolly, Priest | 5:51 |
| 15. | Burn on the Flame (home demo)   | Scott, Tucker, Connolly, Priest | 3:57 |
| 16. | I Wanna Be Committed            | Chapman, Chinn                  | 3:10 |
| 17. | Fox on the Run (single version) | Scott, Tucker, Connolly, Priest | 3:24 |
| 18. | Miss Demeanor                   | Scott, Tucker, Connolly, Priest | 3:17 |

| 1.           | Ballroom Blitz      | Chapman, Chinn                  | 4:06  |
| 2.           | The Six Teens       | Chapman, Chinn                  | 4:05  |
| 3.           | No You Don't        | Chapman, Chinn                  | 4:36  |
| 4.           | AC-DC               | Chapman, Chinn                  | 3:28  |
| 5.           | I Wanna Be Commited | Chapman, Chinn                  | 3:13  |
| 6.           | Sweet F.A.          | Connolly, Priest, Scott, Tucker | 6:15  |
| 7.           | Fox on the Run      | Connolly, Priest, Scott, Tucker | 3:27  |
| 8.           | Set Me Free         | Scott                           | 3:59  |
| 9.           | In to the Night     | Scott                           | 4:25  |
| 10.          | Solid Gold Brass    | Connolly, Priest, Scott, Tucker | 5:35  |
| Total längd: | Total längd:        | Total längd:                    | 43:15 |

## Medverkande
| Sweet - Brian Connolly – sång - Steve Priest – bas, sång - Mick Tucker – trummor, timpani, rörklockor, gong, sång - Andy Scott – gitarr, synt, sång | Produktion - Mike Chapman, Nicky Chinn – producent - Peter Coleman – inspelningstekniker - Phill Dennys – brassarrangemang Omslag - John Dyer, Hipgnosis – Art director - Big Cigar Productions – omslagsfoto |

## Listplaceringar och certifikat
| Land:          | Organisation: | Topplacering: | Certifikat: | Ref:         |
| -------------- | ------------- | ------------- | ----------- | ------------ |
| Australien     | ARIA          | 13            |             | [ 5 ]        |
| Danmark        | IFPI          | 4             |             | [ 6 ]        |
| Finland        | IFPI          | 9             |             | [ 7 ]        |
| Kanada         | CRIA          | 5             | Guld        | [ 8 ] [ 9 ]  |
| Norge          | IFPI          | 17            |             | [ 10 ]       |
| Nya Zeeland    | RIANZ         | 17            |             | [ 10 ]       |
| Storbritannien | BPI           | –             | Silver      | [ 11 ]       |
| Sverige        | IFPI          | 2             |             | [ 12 ]       |
| Tyskland       | IFPI          | 9             |             | [ 13 ]       |
| USA            | RIAA          | 25            | Guld        | [ 3 ] [ 14 ] |